# Motreff
Motreff (bretonisch Motrev) ist eine französische Gemeinde im Département Finistère mit 679 Einwohnern (Stand 1. Januar 2022).

## Lage
Der Ort befindet sich zentral im Westen der Bretagne nahe der Gemeinde Carhaix-Plouguer. 
Quimper liegt 46 Kilometer südwestlich, die Groß- und Hafenstadt Brest gut 70 Kilometer nordwestlich und Paris etwa 450 Kilometer östlich (Angaben in Luftlinie). 

## Verkehr
Bei Landivisiau, Morlaix und Guingamp im Norden gibt es Abfahrten an der Schnellstraße E 50 Brest-Rennes und bei Quimper und Lorient im Süden an der E 60 Brest-Nantes. In den vorgenannten Orten befinden sich auch Bahnhöfe an den überwiegend parallel verlaufenden Regionalbahnstrecken. 
Der Bahnhof von Brest ist Endpunkt des TGV Atlantique nach Paris. 
Die Flughäfen Aéroport de Brest Bretagne nahe Brest und Aéroport de Lorient Bretagne Sud bei Lorient sind die nächsten Regionalflughäfen.

## Bevölkerungsentwicklung
| Jahr                       | 1962 | 1968 | 1975 | 1982 | 1990 | 1999 | 2008 | 2017 |
| Einwohner                  | 861  | 753  | 646  | 646  | 664  | 665  | 731  | 703  |
| Quellen: Cassini und INSEE |      |      |      |      |      |      |      |      |

## Sehenswürdigkeiten
- Motte von Kergorlay an der Straße nach Plévin
- Allée couverte von Kervonlédic

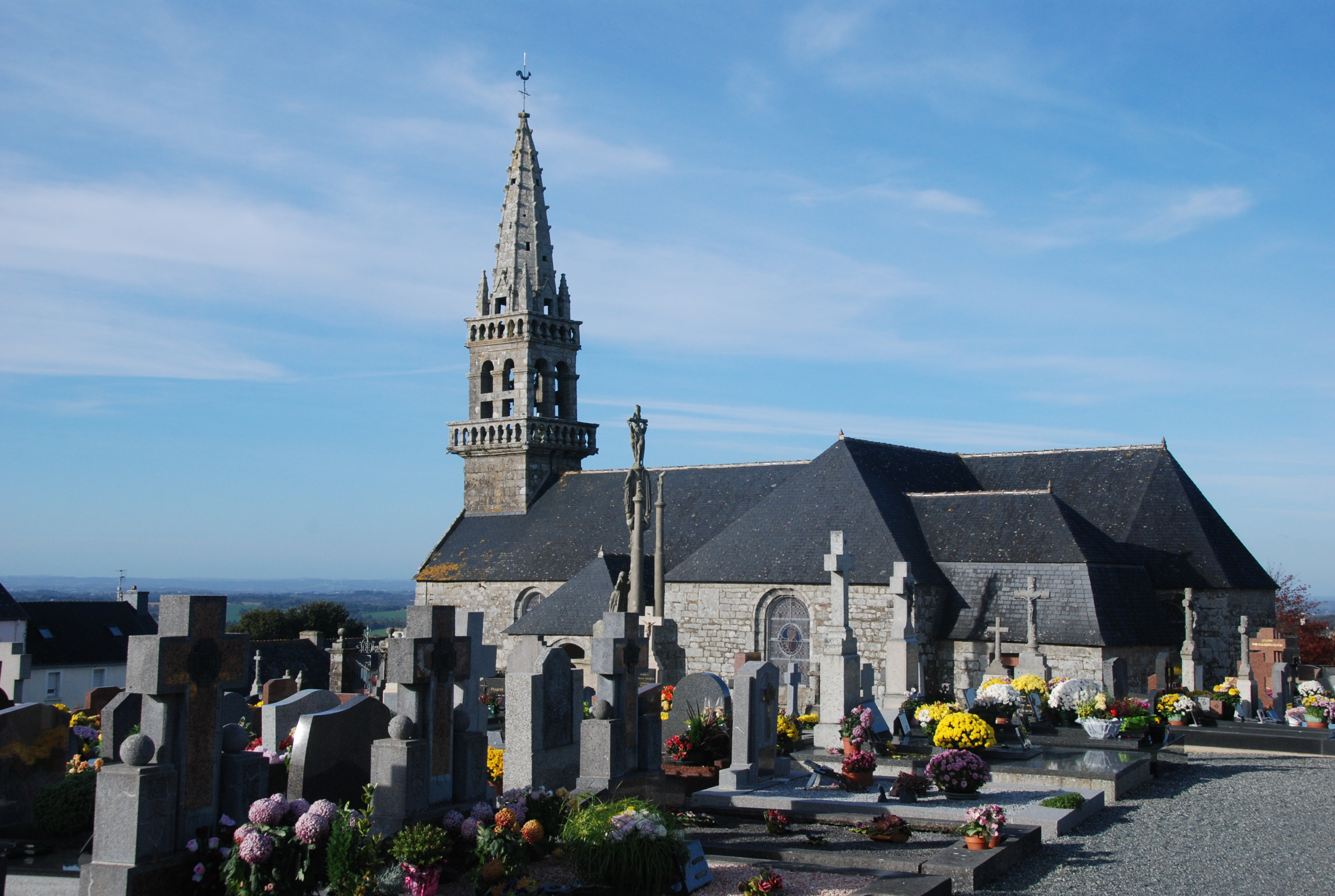
Kirche Saint-Pierre
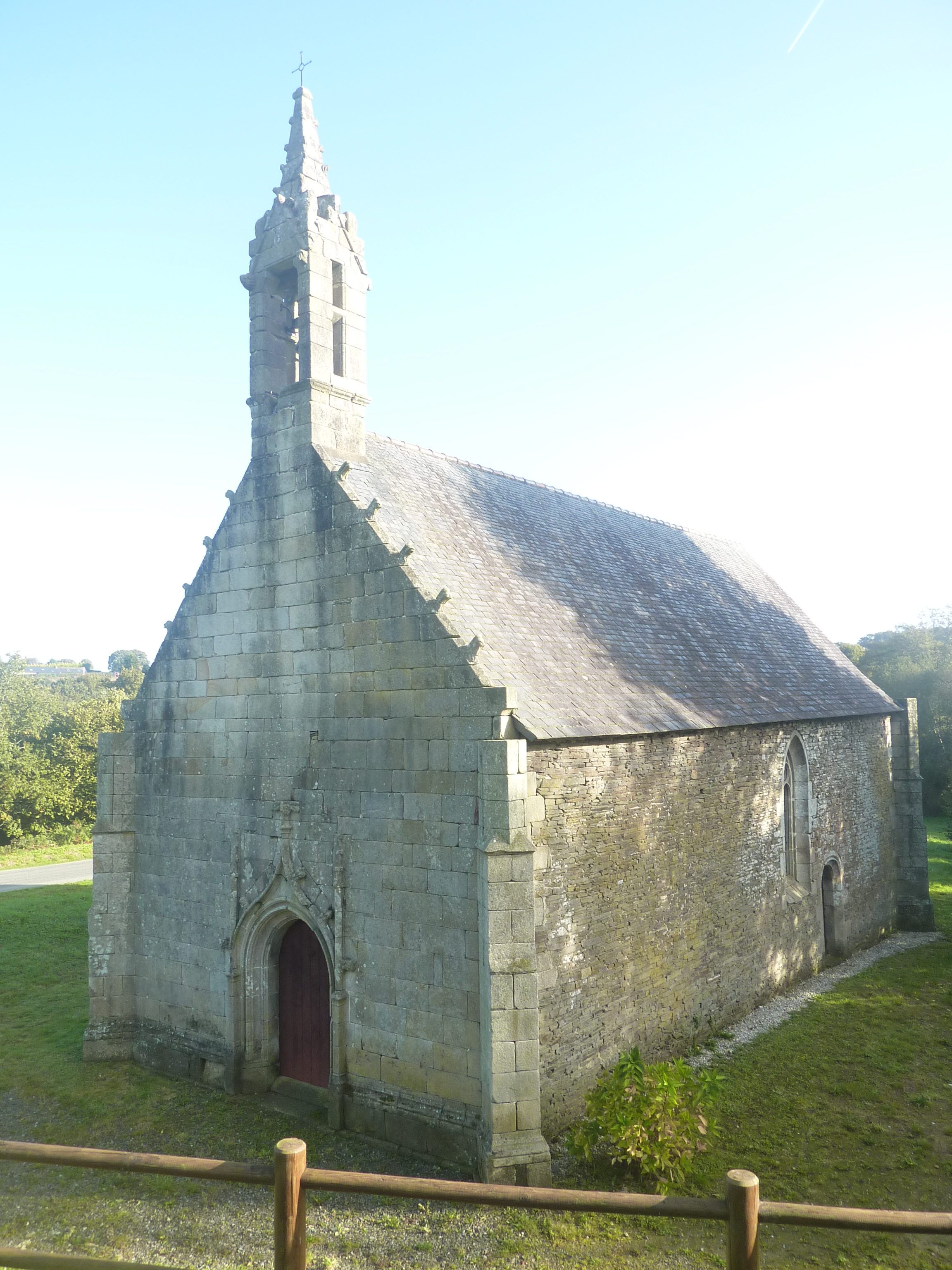
Kapelle Sainte-Brigitte de Kergorlay